# 47e division d'infanterie (France)
Pour les articles homonymes, voir 47e division.
La 47e division d'infanterie est une division d'infanterie de l'armée de terre française qui a participé à la Première et à la Seconde Guerre mondiale.

## Création et différentes dénominations
- janvier 1915 : formation de la 47e division d'infanterie
- mai 1916 : transformée en 47e division d'infanterie de marche
- novembre 1916 : redevient 47e division d'infanterie
- 1930 : dissolution
- 2 septembre 1939 : nouvelle formation de la 47e division d'infanterie
- juillet 1940 : dissolution

Formée de bataillons de chasseurs alpins de 1915 à 1930, la 47e DI est parfois appelée 47e division de chasseurs,.

## Les chefs de la47edivisiond’infanterie
- 13 janvier - 24 mars 1915 : général Blazer
- 24 mars 1915 - 22 août 1917 : général d'Armau de Pouydraguin
- 22 août 1917 - 12 octobre 1921 : général Dillemann

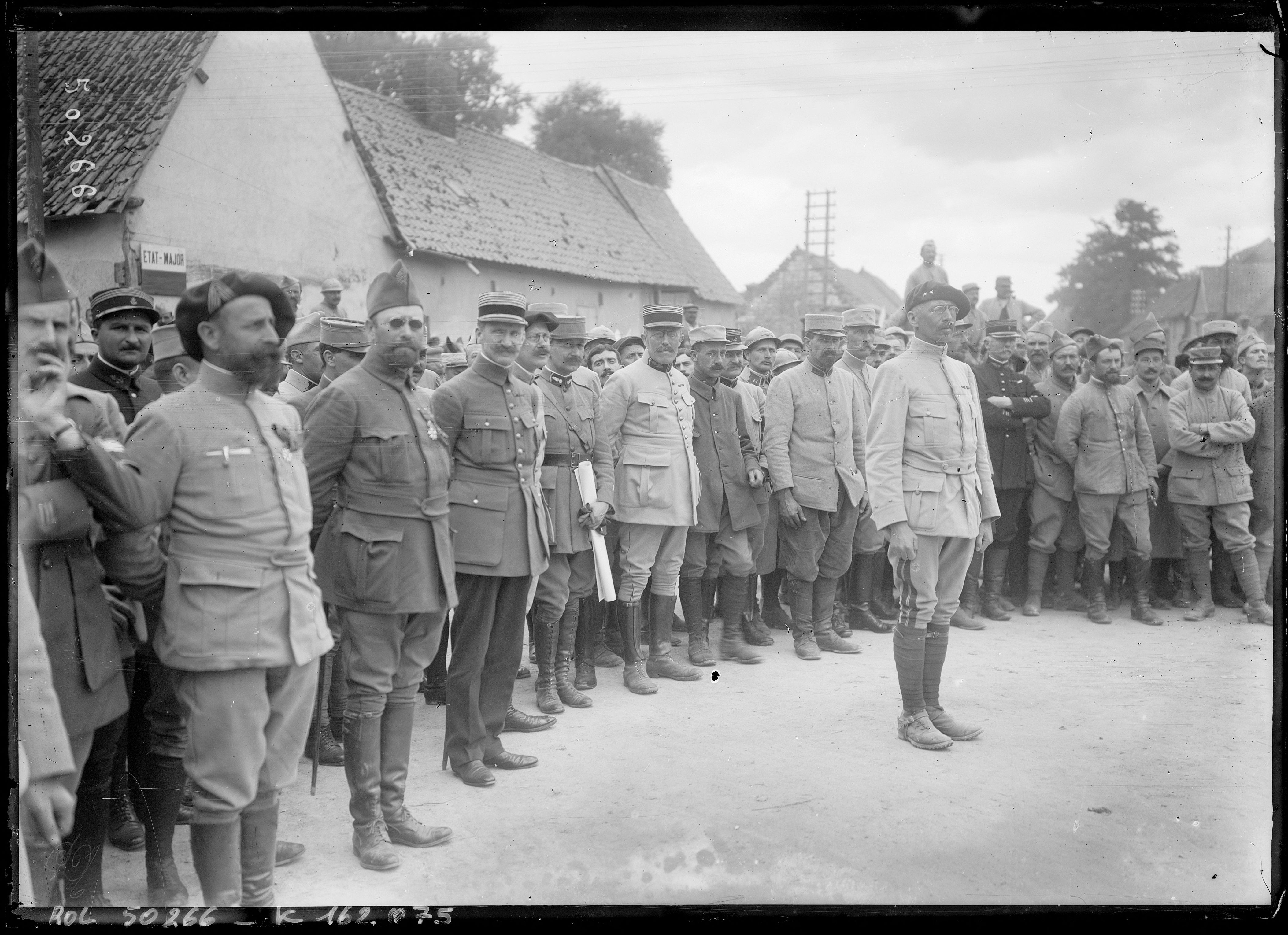
Le général d'Armau de Pouydraguin, commandant la, en août 1917.

- 12 octobre 1921 - 23 septembre 1926 : général Laignelot
- 23 septembre 1926 - 1er juillet 1930 : général Putois

- 1939 - 1940 : général Mendras

## La Première Guerre mondiale

### Composition au cours de la guerre

#### Unités

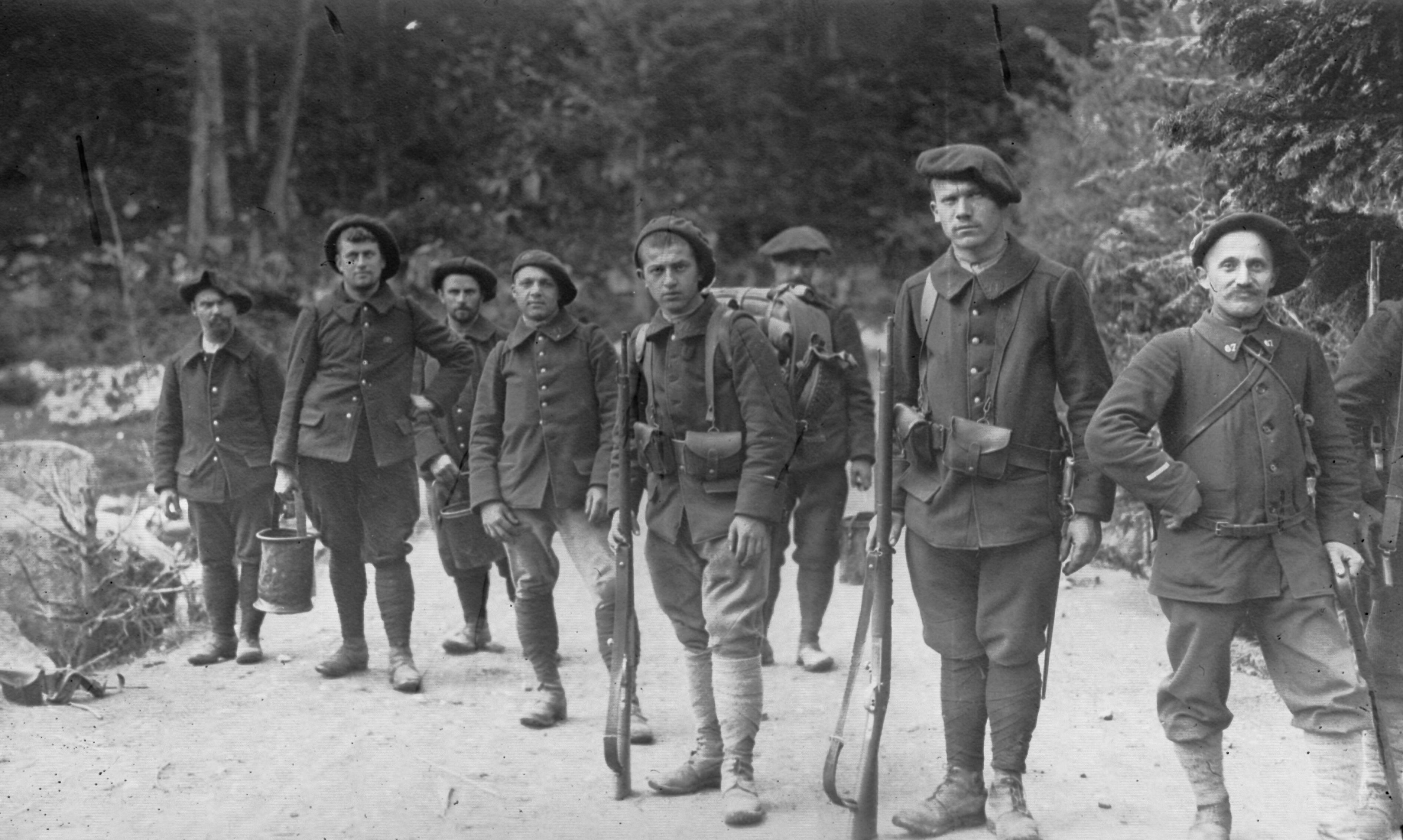
Chasseurs du en septembre 1915.

- Infanterie française pendant la Première Guerre mondiale :
  - 297e régiment d'infanterie d'avril à juin 1915
  - 357e régiment d'infanterie d'avril à juin 1915
  - 359e régiment d'infanterie d'avril à juin 1915
  - 6e bataillon de chasseurs alpins de janvier 1915 à mars 1916
  - 11e bataillon de chasseurs alpins de janvier 1915 à novembre 1918
  - 12e bataillon de chasseurs alpins de janvier 1915 à novembre 1918
  - 14e bataillon de chasseurs alpins de janvier 1915 à novembre 1918
  - 22e bataillon de chasseurs alpins d'août à novembre 1915
  - 23e bataillon de chasseurs alpins de janvier 1915 à novembre 1915
  - 24e bataillon de chasseurs alpins de janvier 1915 à mai 1916
  - 30e bataillon de chasseurs alpins de janvier 1915 à novembre 1918
  - 46e bataillon de chasseurs alpins de janvier 1915 à mai 1916
  - 47e bataillon de chasseurs alpins de janvier à mi 1915
  - 51e bataillon de chasseurs alpins de janvier 1915 à novembre 1918
  - 52e bataillon de chasseurs alpins de janvier 1915 à novembre 1918
  - 54e bataillon de chasseurs alpins de janvier 1915 à novembre 1918
  - 62e bataillon de chasseurs alpins de janvier à novembre 1915
  - 63e bataillon de chasseurs alpins de février à novembre 1915
  - 64e bataillon de chasseurs alpins de janvier 1915 à mars 1916
  - 67e bataillon de chasseurs alpins de février à août 1915
  - 70e bataillon de chasseurs alpins de janvier 1916 à novembre 1918
  - 115e bataillon de chasseurs alpins de janvier 1915 à novembre 1918
  - 4e bataillon de chasseurs à pied territoriaux de juillet 1917 à novembre 1918
- Cavalerie
  - 1 peloton de cavalerie de janvier 1915 à janvier 1916
  - 1 escadron du 26e régiment de dragons de janvier à juillet 1916
  - 2 escadrons du 3e régiment de chasseurs à cheval de juillet 1916 à janvier 1917
  - 1 escadron du 3e régiment de chasseurs à cheval de janvier à juillet 1917
  - 2 escadrons du 25e régiment de dragons de juillet 1917 à novembre 1918
- Artillerie
  - 1 groupe de 75 du 9e régiment d'artillerie de janvier 1915 à juillet 1917
  - 1 batterie de 75 du 21e régiment d'artillerie de juillet 1915 à juillet 1917
  - 1 batterie de 75 du 15e régiment d'artillerie de juillet 1915 à juillet 1917
  - 1 batterie de 75 du 49e régiment d'artillerie de juillet 1915 à juillet 1917
  - 2 groupes de 65 des 1er et 2e régiment d'artillerie de montagne de janvier à juillet 1916
  - 1 groupe de 75 du 56e régiment d'artillerie de juillet 1916 à juillet 1917
  - 101e batterie 58 du 56e régiment d'artillerie de janvier 1916 à janvier 1918
  - 151e batterie de 75 (en)-150 (en) du 56e régiment d'artillerie de juillet 1916 à janvier 1918
  - 3 groupes de 75 du 256e régiment d'artillerie de juillet 1917 à novembre 1918
  - 101e batterie de 58 du 256e régiment d'artillerie de janvier à novembre 1918
  - 8e groupe de 155c du 131e régiment d'artillerie de juillet à novembre 1918
- Génie
  - compagnie 27/3 du 11e régiment du génie

#### Organisation
L'infanterie de la division est initialement organisée en brigades, dissoutes en novembre 1916 :
- 2e brigade de chasseurs, de janvier 1915 à novembre 1916
- 3e brigade de chasseurs, de janvier 1915 à novembre 1916
- 4e brigade de chasseurs, de janvier 1915 à mai 1916
- 151e brigade d'infanterie, d'avril à juin 1915
- 5e brigade de chasseurs, d'août à novembre 1915

### Historique

#### 1915
- 16 janvier : constitution

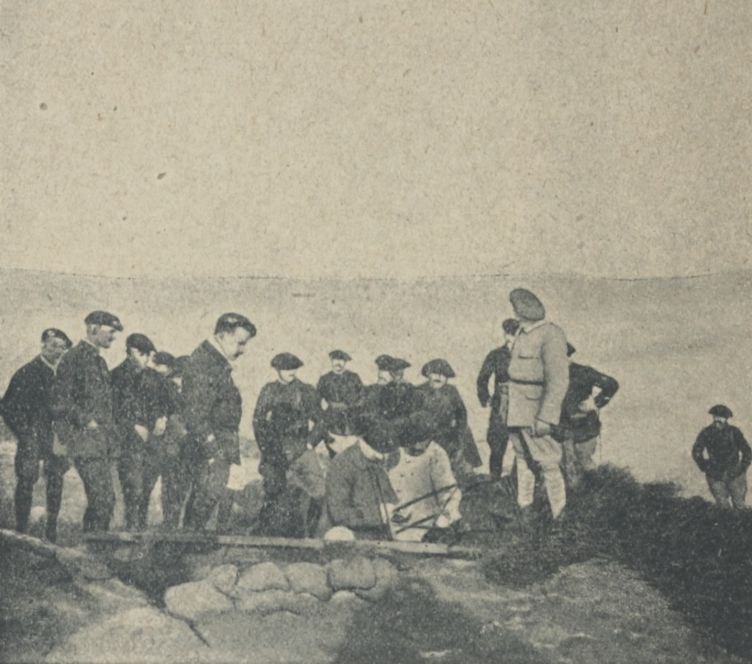
Chasseurs du autour d'une arbalète sauterelle lors de la bataille du Linge, septembre 1915.

- 16 janvier 1915 – 5 juin 1916 : occupation d'un secteur entre le col du Bonhomme et Metzeral.
  - 19 - 24 février : violentes attaques allemandes vers la haute vallée de la Fecht.
  - mars, vifs combats répétés vers le Reichackerkopf et vers Stosswihr.
  - mai, combats vers l'Anlass-Wasen.
  - 15 - 22 juin : attaques françaises et prise de Metzeral.
  - 20 - 22 juillet : attaques françaises vers le Reichackerkopf, puis, jusqu'au 24 août, éléments engagés (avec la 129e DI) dans les attaques sur le Linge.
  - 31 août, 9 septembre, 12 et 16 octobre : attaques allemandes sur le Linge.
  - 23 mars 1916 : secteur déplacé, à droite, entre la vallée de la Lauch et le col de la Schlucht.

#### 1916
- 5 juin – 11 juillet : retrait du front ; mouvement vers le camp d'Arches ; instruction. À partir du 25 juin, transport par voie ferrée dans la région de Formerie ; Grandvilliers ; repos. À partir du 9 juillet, transport par voie ferrée vers Boves et Villers-Bretonneux.
- 11 – 27 juillet : mouvement vers le front ; engagée dans la Bataille de la Somme, vers la Somme et l’est de Maricourt. Le 20 juillet, attaque française et progression vers Maurepas et la chapelle de Curlu.
- 27 juillet – 7 août : retrait du front et repos dans la région de Vaire-sous-Corbie.
- 7 – 20 août : mouvement vers le front. Engagée à nouveau dans la Bataille de la Somme, au sud de Maurepas : 11, 12, 13, 16 et 18 août, attaques françaises.
- 20 août – 11 septembre : retrait du front et transport par camions dans la région de Formerie ; repos.
- 11 – 14 septembre : transport par camions dans la région de Méricourt, puis mouvement vers celle de Cléry-sur-Somme.
- 14 septembre – 25 octobre : engagée, pour la troisième fois, dans la Bataille de la Somme, vers Cléry-sur-Somme et la ferme de Bois l’Abbé
  - 25 septembre : attaque française.
- 25 octobre – 24 novembre : retrait du front et transport par voie ferrée dans la région de Bruyères ; repos.
- 24 novembre 1916 – 26 janvier 1917 : mouvement vers l'est et occupation d'un secteur entre le col de Sainte-Marie et la Chapelotte.

#### 1917
- 26 janvier – 26 février : retrait du front, regroupement à Bruyères, puis, le 31 janvier, mouvement vers le camp d’Arches ; instruction.
- 26 février – 30 mars : mouvement, par Plombières-les-Bains, Luxeuil et Giromagny, vers la région de Rougemont-le-Château ; travaux de 2e position. À partir du 25 mars, mouvement vers l’ouest de Belfort ; repos.
- 30 mars – 15 avril : transport par voie ferrée dans la région de Montmirail ; repos et instruction. À partir du 9 avril, mouvement vers Château-Thierry.
- 15 – 18 avril : mouvement vers Vexilly ; puis rassemblement près de Fismes.
  - 16 avril : maintenue sur l’Ardre, prête à intervenir dans l’offensive ; non engagée.
- 18 avril – 1er juin : ramenée vers Beuvardes et Jaulgonne (repos), puis, le 14 mai, au sud de Condé-en-Brie ; repos et instruction.

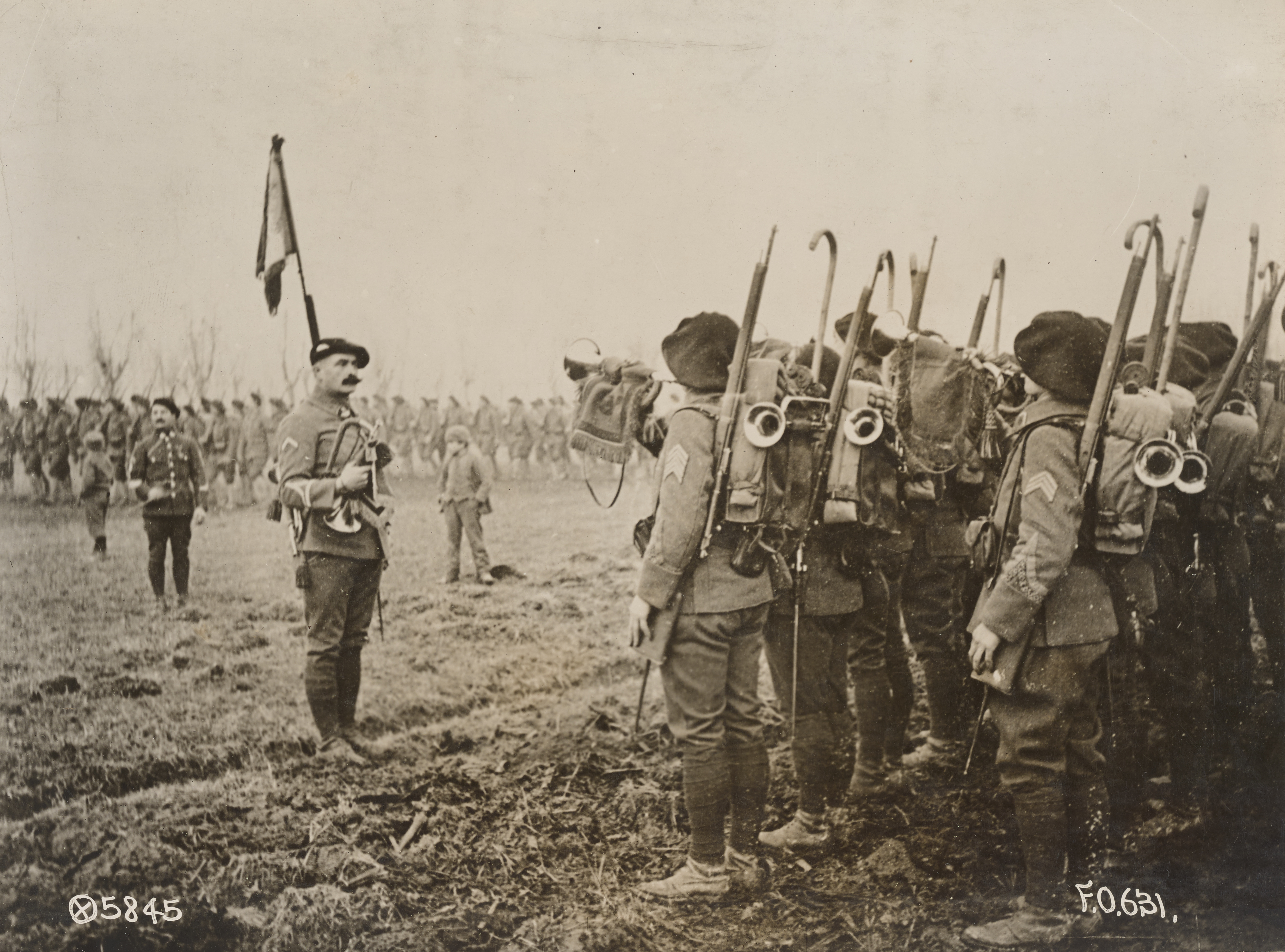
La est passée en revue début 1918, après sa victoire sur le Monte Tomba.

- 1er juin – 4 juillet : mouvement vers le front et occupation d’un secteur vers Chevreux et la route de Reims à Laon.

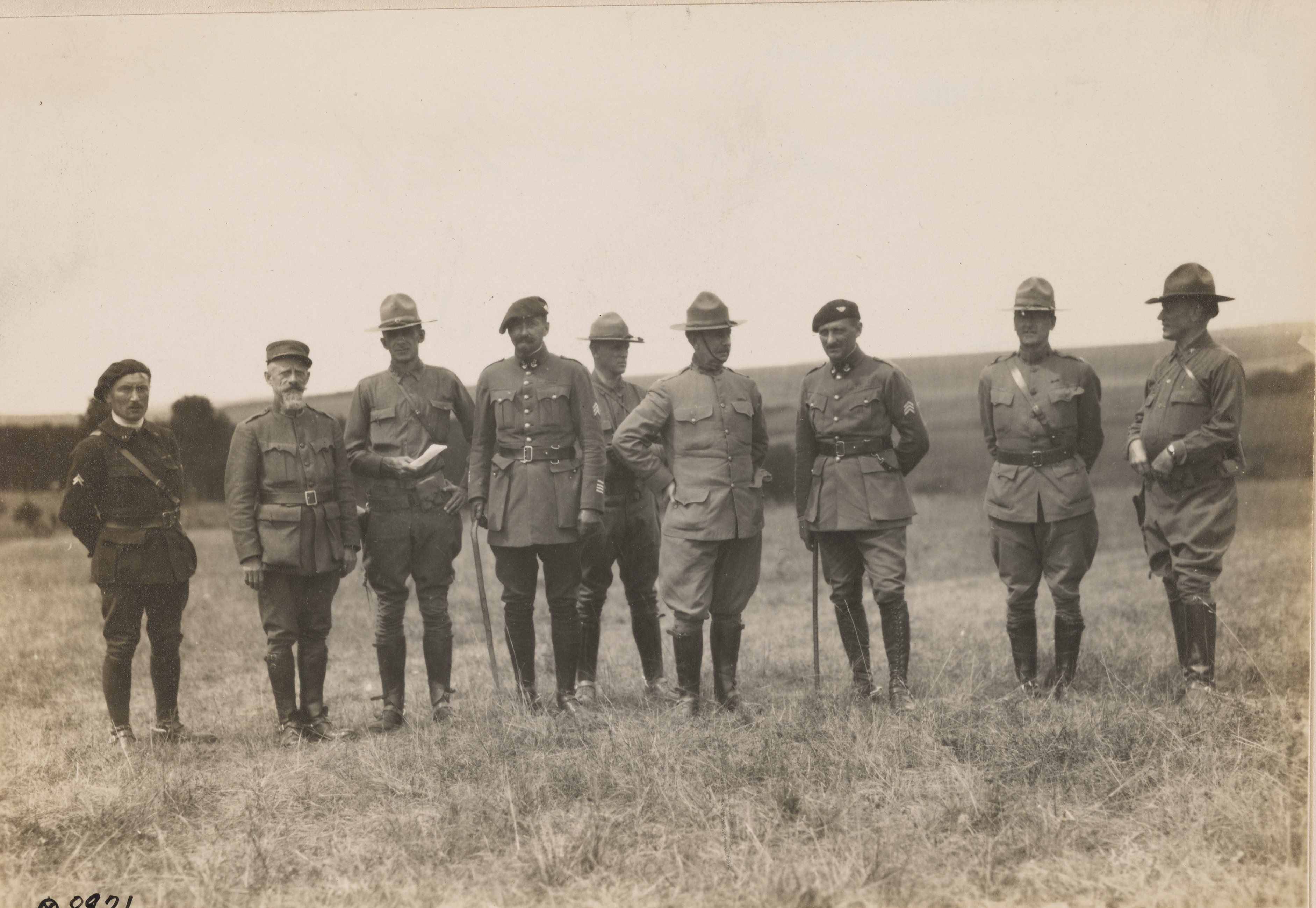
Instruction du 16e régiment d'infanterie américain par des alpin de la 47e DI (11e BCA).

- 4 juillet – 7 septembre : retrait du front, et, à partir du 8 juillet, transport par voie ferrée dans la région de Ligny-en-Barrois ; instruction des troupes américaines au camp de Gondrecourt.
- 7 – 14 septembre : mouvement vers la région de Neufchâteau, et, à partir du 11 septembre, transport par voie ferrée dans celle de Saint-Germain-la-Ville.
- 14 septembre – 27 octobre : mouvement vers le front et occupation d’un secteur vers la cote 193 et la Courtine.
- 27 octobre – 2 novembre : retrait du front et transport par camions vers Saint-Germain-la-Ville ; repos.
- 2 – 24 novembre : embarquement dans la région Vitry-le-François, Châlons-sur-Marne, à destination de l'Italie. Débarquement à Lonato et à Desenzano ; rassemblement dans le val Camonica, puis, à partir du 12 novembre, transport dans la région Vérone, Vicence ; travaux de 2e position.
- 24 novembre – 4 décembre : mouvement vers San Pietro et Tezze (25 novembre), puis vers Altivole (1er décembre).

- 4 décembre 1917 – 9 janvier 1918 : mouvement vers le front, et, le 5 décembre, occupation du secteur Monte Tomba, Pederobba : 3 décembre prise du Monte Tomba.

#### 1918

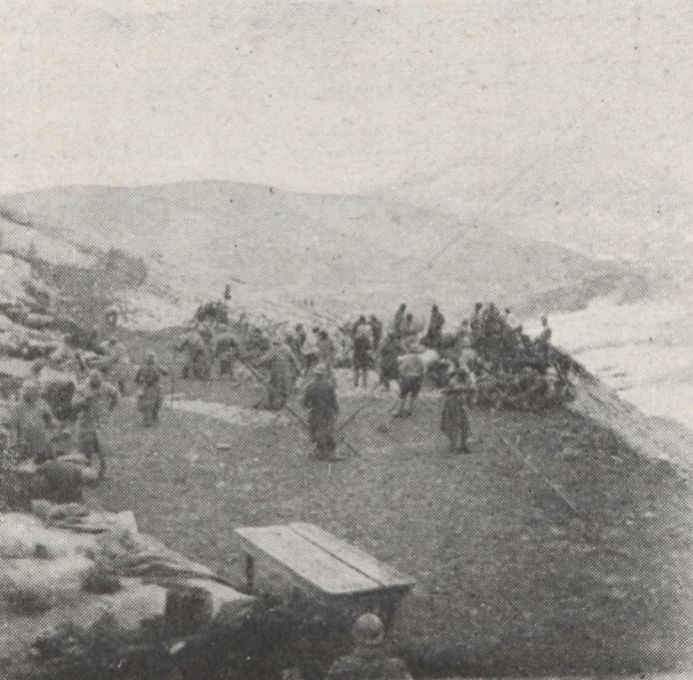
Reconnaissance des cadres du 11e BCA sur le plateau d'Asagio, mars 1918.

- 9 janvier – 18 mars : retrait du front ; repos au sud de Bassano, puis, à partir du 7 février, vers Montecchio Precalcino.
- 18 mars – 7 avril : mouvement vers le front, et, à partir du 24 mars, occupation d’un secteur vers le Monte Val Bella.
- 7 avril – 4 mai : retrait du front, transport par camions vers Padoue et Vicence; du 9 au 11 avril, transport par voie ferrée dans la région Serqueux, Forges-les-Eaux ; repos vers Quevauvillers, puis, le 20 avril, vers Ferrières, et, le 27, vers Flesselles.
- 4 mai – 4 juin : mouvement par étapes vers Saint-Pol ; à partir du 15 mai, repos vers Fauquembergues.
  - 31 mai : transport par voie ferrée de la région de Saint-Omer dans celle de La Ferté-sous-Jouarre, de Lizy-sur-Ourcq et d’Esbly ; repos et instruction.
- 4 juin – 18 juillet : mouvement vers le front, et, à partir du 7 juin, occupation d’un secteur vers la ferme de la Loge aux Bœufs et Chézy-en-Orxois : actions locales nombreuses et violentes de part et d’autre, en particulier, le 16 juin, vers Chézy-en-Orxois.
- 18 – 26 juillet : engagée vers Dammard et au nord, dans la 2e Bataille de la Marne : le 18, progression jusqu'à Monnes et Cointicourt ; le 20, jusque vers Latilly et Sommelans ; le 21, jusqu'à Grisolles ; le 22, jusqu'à Rocourt-Saint-Martin ; le 24, jusqu'à Coincy et Brécy.
- 26 juillet – 9 août : retrait du front ; transport par camions dans la région de Meaux, puis transport par voie ferrée dans celle de Poix ; repos et instruction.
- 9 – 28 août : engagée, vers Berny-sur-Noye, dans la  3e Bataille de Picardie :
  - progression, en 2e ligne, jusqu'à Arvillers, et le 11, jusqu'à Andechy.
  - 13 - 26 août : opérations dans la région de Roye (prise de Goyencourt, combats du bois de Braquemont). À partir du 26, poursuite vers Carrépuis et Waucourt.
- 28 août – 4 septembre : retrait du front ; repos vers Villers-lès-Roye et Goyencourt. À partir du 31 août, occupation d'un secteur sur le canal du Nord, et à l'est de Nesle.
- 4 septembre – 28 septembre : retrait du front et transport par camions vers Conty ; repos.
- 27 septembre – 10 octobre : transport par voie ferrée dans la région de Nesle. Engagée, à partir du 30 septembre, dans la Bataille de Saint-Quentin : attaque vers le Tronquoy (en liaison avec l’armée britannique) ; puis progression au nord-est de Saint-Quentin.
- 10 – 17 octobre : retrait du front ; repos vers le Tronquoy.
- 17 octobre – 4 novembre : mouvement vers Fontaine-Notre-Dame (Aisne) et Fonsomme ; repos. À partir du 22 octobre, mouvement vers Hamégicourt et Séry-lès-Mézières. À partir du 25 octobre, engagée, vers Pleine-Selve, dans la Bataille de la Serre :
  - Progression vers la route de Guise à Marle. Organisation des positions conquises.
- 4 – 9 novembre : engagée dans la 2e Bataille de Guise, puis, à partir du 5, dans la Poussée vers la Meuse : progression jusqu’à la voie ferrée de la Capelle à Hirson.
- 9 – 11 novembre : mise en 2e ligne; puis repos vers Englancourt et Froidestrées.

#### Rattachements
Affectation organique: isolée de janvier 1915 à novembre 1918
- 1re armée
  - 10 – 30 mai 1917
  - 26 juillet – 11 novembre 1918

2e armée
- - 8 – 24 juillet 1917
- 4e armée
  - 11 septembre -26 octobre 1917
- 5e armée
  - 9 – 26 avril 1918
- 6e armée
  - 25 juin – 25 octobre 1916
  - 1er juin – 25 juillet 1918
- 7e armée
  - 7 avril 1915 – 25 juin 1916
  - 26 octobre 1916 – 29 mars 1917
  - 27 – 28 octobre 1917
- 8e armée
  - 25 juillet – 10 septembre 1917
- 10e armée
  - 30 mars – 9 mai 1917
  - 31 mai – 7 juillet 1917
  - 29 octobre 1917 – 8 avril 1918
  - 27 avril – 31 mai 1918
- Détachement d'armée des Vosges
  - 16 janvier – 3 avril 1915

## L'entre-deux-guerres
Le 14 mars 1919, la division est réorganisée en deux brigades :
- 93e brigade :
  - 5e groupe de chasseurs : 5e et 17e BCA
  - 6e groupe de chasseurs : 28e et 32e BCA
- 94e brigade :
  - 7e groupe de chasseurs : 11e et 12e BCA
  - 8e groupe de chasseurs: 14e et 30e BCA

À partir de 1920, l'artillerie divisionnaire est formée du 231e régiment d'artillerie de campagne, qui devient le 1er janvier 1924 41e régiment d'artillerie divisionnaire.
En occupation en Allemagne (à Trèves en 1920), la division est dissoute en 1930[réf. souhaitée].

## La Seconde Guerre mondiale

### Composition
Reformée à Besançon à la mobilisation de 1939, sous les ordres du général Mendras qui avait commandé avant l'école supérieure de Guerre.
Le 10 mai 1940 la 47e DI, sous les ordres du général Mendras, est rattachée au 9e corps d'armée qui est intégré à la 4e armée. 
À cette date la 47e division d'infanterie se compose de : 
- 44e régiment d'infanterie ;
- 109e régiment d'infanterie ;
- 23e demi-brigade de chasseurs à pied[6] :
  - 42e bataillon de chasseurs à pied
  - 44e bataillon de chasseurs à pied
  - 71e bataillon de chasseurs à pied
- 5e régiment d'artillerie divisionnaire ;
- 205e régiment d'artillerie lourde divisionnaire ;
- 35e groupe de reconnaissance de division d'infanterie  (GRDI) ;
- et de tous les services (sapeurs-mineurs, télégraphique, compagnie auto de transport, groupe sanitaire divisionnaire, groupe d'exploitation etc.).

Au cours de la campagne, plusieurs unités sont détachées auprès de la division, à différentes dates :
- 146e régiment d'infanterie de forteresse
- 2e bataillon du 69e régiment d'infanterie de forteresse
- 156e régiment d'infanterie de forteresse
- 31e régiment d'infanterie
- 5e bataillon de mitrailleurs
- 2e groupe du 301e régiment d'artillerie portée
- 2e et 3e groupes du 39e régiment d'artillerie
- 3e groupe du 55e régiment d'artillerie divisionnaire
- 11e groupe de reconnaissance de corps d'armée

### Historique
La division est initialement stationnée à Thicourt, en soutien de la ligne Maginot. Elle est attaquée à Merlebach le 12 mai et perd le point d'appui mais empêche les Allemands de déboucher sur Rosbruck. Entre le 15 et le 17 mai, elle reprend le secteur de la 11e division d'infanterie envoyée contenir l'avancée des Allemands en Champagne et défend la zone contenant le Warndt, Saint-Avold, la trouée de la Rosselle et le plateau de Cadenbronn.
À la suite de la percée allemande qui a contourné la ligne Maginot, la division part le 26 mai pour renforcer le front sur le Somme. Pendant l'attaque allemande le 5 juin, la 47e DI est en réserve autour de Montdidier. Elle est envoyée remplacer la 29e DI pour bloquer la percé effectuée par le Panzergruppe Hoth à Chaulnes et elle parvient à arrêter momentanément les Allemands au niveau de Roye dans la nuit du 7 au 8. 
Le 11-12 juin, la division combat sur la Nonette à l'est de Senlis, renforcée par deux compagnies de la 1re division cuirassée (une de chars R35 et une autre du 5e bataillon de chasseurs portés).

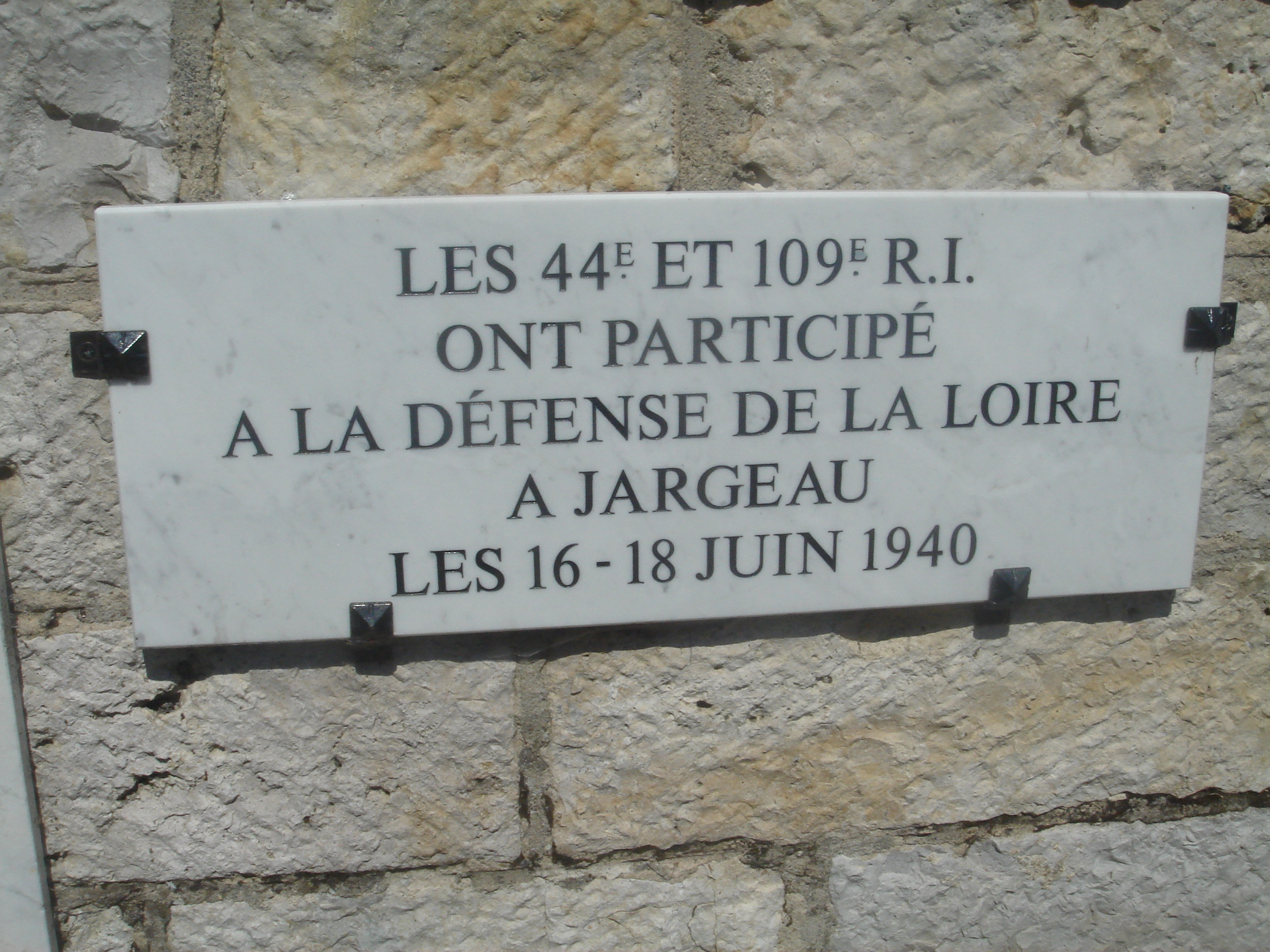
Plaque en souvenir de la défense de Jargeau par les deux régiments d'infanterie de la division.

Très réduite, la division s'installe à Jargeau sur la Loire le 16 juin, qu'elle défend face à la 33e division d'infanterie allemande. Elle se replie le 18 juin, les Allemands ayant contourné la défense par Orléans. L'avant-garde motorisée allemande capture le lendemain la plupart des unités de la 47e DI autour de Lamotte-Beuvron, à la faveur de l'annonce d'un armistice (en fait signé le 22 juin). Sa division réduite à un seul bataillon (3e bataillon Jacquot du 109e RI), le général Mendras fusionne son unité avec les restes de la 19e DI.
La division est dissoute en juillet 1940.